# 柔道整復研修試験財団
公益財団法人柔道整復研修試験財団（じゅうどうせいふくけんしゅうしけんざいだん）は、1989年（平成元年）設立。元厚生労働省所管。柔道整復師法第13条の3で規定される指定試験機関となっている。

## 概要
- 所在：東京都 港区西新橋1-11-4 日土地西新橋ビル6階

## 事業
- 国家試験委員会：柔道整復師の国家試験を行っている
- 認定実技審査制度委員会：柔道整復師実技試験の認定実技審査やそれの審査員の養成を行っている。

## 不祥事

### 試験内容の漏洩
2022年10月5日、柔道整復師の国家試験問題に関する内容を外部に漏らしたとして、警視庁は、柔道整復師法違反の疑いで財団の理事と試験委員を逮捕した。東京都と宮城、神奈川両県内にある専門学校計4校に試験内容が事前に流出していたという。10月26日、他の専門学校にも情報を漏らしたなどとして2人を再逮捕した。
2023年1月12日、初公判が東京地裁で開かれ、理事らはいずれも起訴内容を認めた。2月1日、東京地裁は元理事に懲役10月、執行猶予3年、元試験委員に懲役1年、執行猶予3年を言い渡した。
新卒の合格率は約80％だが、理事が講師を務める専門学校では90％後半に上っていた。